# Llec
El Llec és un riu de la comarca del Conflent, a la Catalunya del Nord, que neix en el terme d'Estoer, travessa totalment de sud a nord, i discorre pel d'Espirà de Conflent abans d'abocar-se en el Lentillà en el límit d'aquest darrer terme amb el de Finestret.

## Terme d'Estoer
El Llec articula de sud a nord el terme d'Estoer, amb el seu traçat molt sinuós. Es considera que es forma a la Farga, o Farga, del Llec, per la unió dels còrrecs de Prat Cabrera i del Salze, cadascun dels quals hi aporta d'altres còrrecs: el de Prat Cabrera, el de les Collisses, o del Faig, la Canal de la Font de l'Avet, la Canal del Roc de Cardenius, la Canal del Coll de la Tronca, com a més importants; el Còrrec del Salze, el dels Cortalets, el del Solà de Sant Joan, el de Sant Joan (un dels dos amb aquest nom) i el de la Socarrada.

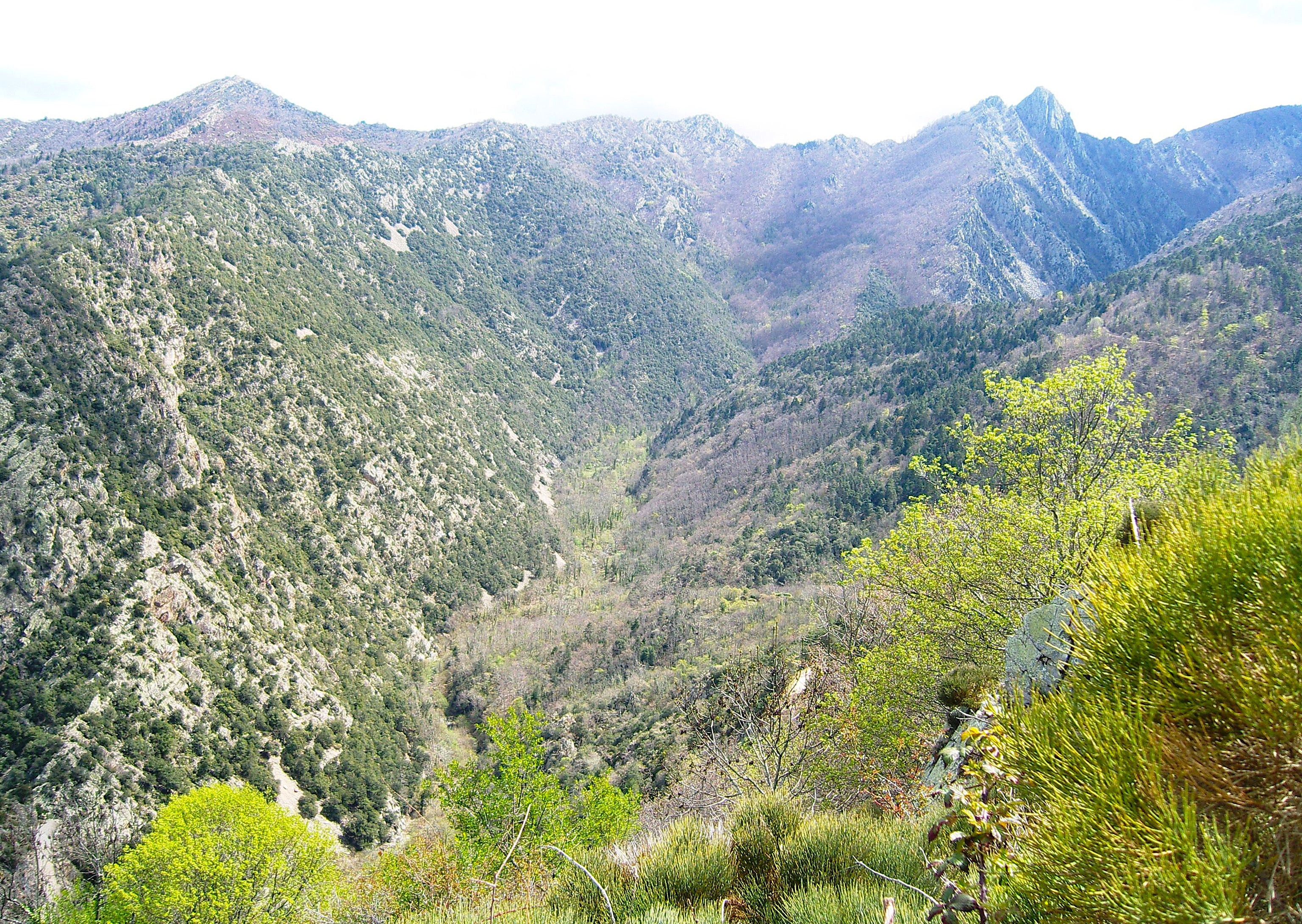
Vista cap a la part central de la vall del Llec (i, més enllà, la vall de la Faja).

Ja com a Llec, el riu travessa les Gorges del Llec i comença a rebre tot un conjunt d'afluències que provenen de les dues altes carenes que emmarquen la vall del Llec i el terme comunal d'Estoer. Així, rep per l'esquerra el Còrrec de les Beçoses, abans, de la Beçosa, el de Vallardera, per la dreta el Canal del Roc de Jocavell, per l'esquerra el Còrrec de la Jaça de l'Espaülla i el Canal de les Abelles, per la dreta, el Canal del Perer, per l'esquerra el Canal de la Miqueleta, per la dreta el Còrrec de la Faja, el d'en Gil, fins que a Neret rep per l'esquerra el Còrrec d'Aigües Sordes, que hi aporta els còrrecs de l'Orri i de l'Isard, el Canal Fosc, el Canal de la Cova d'en Dotres, el Canal de la Redolta.
Tot seguit rep per l'esquerra el Còrrec de la Guillamara, després el Canal de la Devesa i posteriorment el Còrrec del Roc dels Moros, el de les Ferreres i el del Coll del Forn, aquest darrer en el lloc on hi ha la Cascada de les Fous; després, ara per la dreta, aflueix el Còrrec d'En Neret, i poc després, prop de l'indret on hi ha la capella de Sant Joan de Seners, el Còrrec de Sant Joan (el segon, d'aquest nom). Encara per la dreta, hi arriba el Còrrec de Millanes, antigament de la Mill. Tot seguit, per l'esquerra el Còrrec del Tuire i per la dreta el d'en Parès, i després arriben alhora per l'esquerra el Còrrec de la Roera i per la dreta el de Rodes. Arribant ja al poble d'Estoer, per la dreta hi aflueix el Còrrec de Pilona. Al costat sud-est del poble, hi arriba el Còrrec de Viernis, de llarg recorregut, que abans ha recollit els còrrecs dels Cortals, de la Ruireda, d'en Viernis (un altre, més petit que l'anterior), d'en Monjat i de les Artigues. Altre cop directament en el Llec, rep per la dreta el Còrrec de l'Artiga (diferent de l'anterior), dels Cossinals, de les Malloles i de les Falgoses, i per l'esquerra, els còrrecs de Francó i de Bartó. Poc després el Llec abandona el terme d'Estoer per tal d'entrar en el d'Espirà de Conflent.

## Terme d'Espirà de Conflent

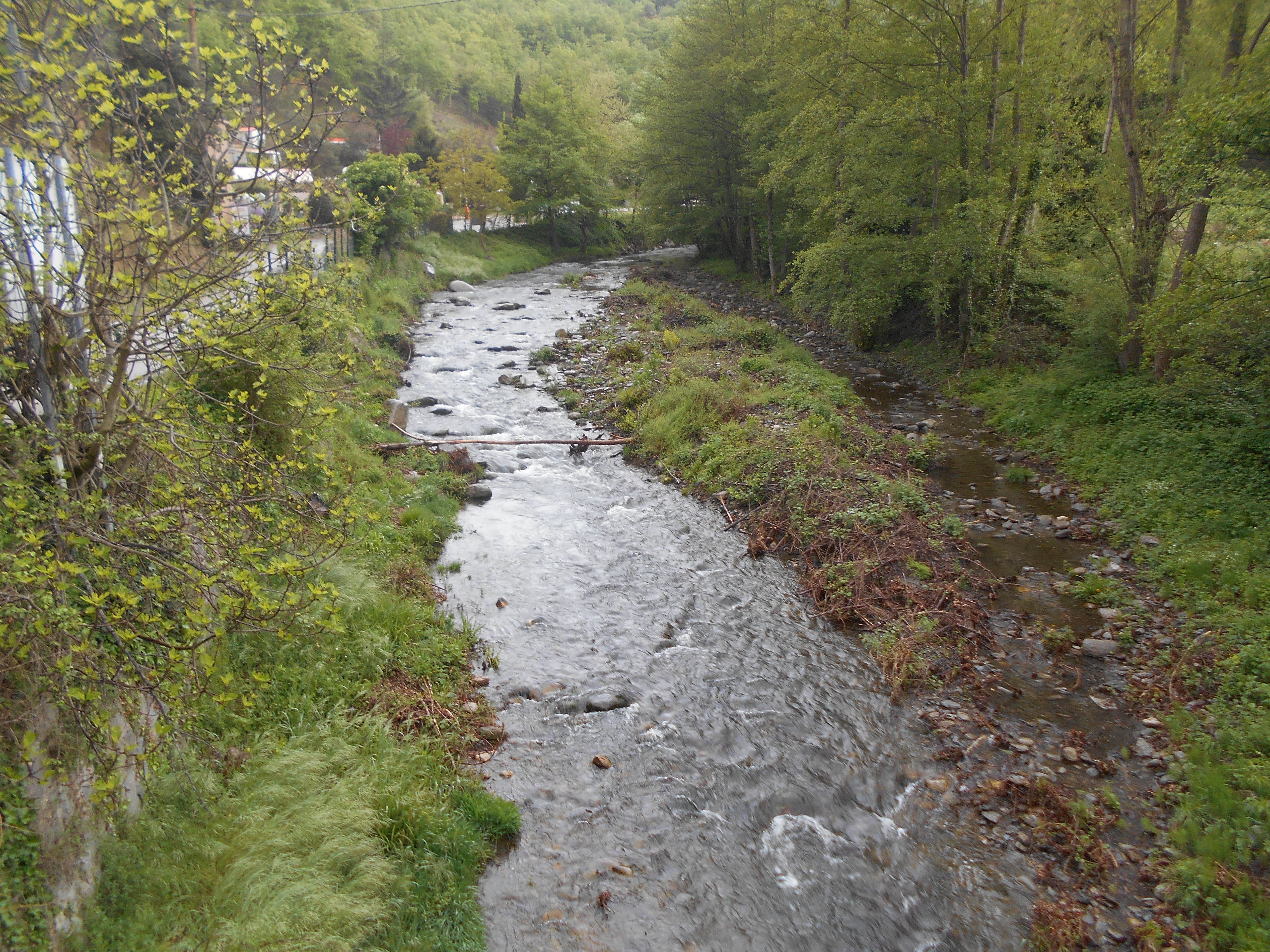
El Llec a Espirà de Conflent

Ja dins del terme d'Espirà de Conflent rep per la dreta el Còrrec de la Ruireda, que procedeix del d'Estoer, i poc després el de Massà. Discorre a llevant dels dos nuclis de població d'Espirà de Conflent, la Vall i el principal d'Espirà, i passat el poble, hi aflueix per l'esquerra el Còrrec de Santa Maria, que aporta el dels Safranassos, el de la Grilla i el de les Conilleres (que també prové del terme d'Estoer), i després els de Gojac i del Castellàs, just abans d'abocar-se al Lentillà. Just en el moment de la desembocadura toca el termenal amb Finestret.